# Лара Мандић
Лара Мандић (рођена 23. априла 1974. године у Бањој Луци) је некадашња српска и југословенска кошаркашица. Наступала је за велики број клубова и била стандардни члан репрезентације Југославије.

## Каријера
Каријеру је почела у екипи Младог Крајишника из Бањалуке, где је играла од своје 14. године до 1992. године.
Већ у првој сезони са црвено-белим тимом се окитила шампионском титулом. У одлучујућим мечевима финалне серије плеј-офа против Винер Брокера била је узданица београдског тима. У трећој утакмици убацила је 23, а у четвртој 17 поена за освајање Звездине 26. титуле првака са 3:1 у победама. Лара је у наредне две сезоне са Звездом освојила два Купа. У финалу 1994. године савладан је Винер Брокер са 79:76 уз Лариних 17 поена, а 1995. године црвено-беле су биле боље од Војводине резултатом 84:78, а Лара Мандић је проглашена за најбољу кошаркашицу финалног турнира. У полуфиналу против Бечеја (80:70) убацила је 32, а у финалу против Војводине чак 36 поена. Те сезоне је предводила тим заједно са Горданом Богојевић.
Мандићева је водила Црвену звезду до 27. шампионске титуле 1996. године, када је у четвртој утакмици финалне серије плеј-офа против Хемофарма постигла 26 поена у победи од 86:73, за тријумф од 3:1. Шампионски тим је са клупе предводио Зоран Тир, а играле су и Ана Јоковић, Катарина Лазић, Нина Бједов, Гордана Богојевић и друге.
Лара је у богатој каријери играла и за Профи Д из Панчева, Хемофарм, Шопрон, Ружомберок, Рос Касерес, Бешикташ, Валенсију, Монпеље, Прованс... Одиграла је велики број сезона у Евролиги, где је годинама пружала запажене партије са изразито двоцифреним просеком поена.

### Репрезентација
За репрезентацију Југославије наступала је на четири Европска и једном Светском првенству. На шампионату Старог континента у Пољској 1999. године бележила је 11,4 поена по мечу и била трећи стрелац тима, док је две године касније у Француској била лидер екипе са 18 поена по утакмици (144 поена, осам мечева), када је заузето пето место. На Мундијалу у Кини 2002. године са 12,9 поена у просеку била је други стрелац тима, а на Европском првенству у Грчкој 2003. године бележила је 10,4 поена и 6,5 скокова и још једном била други стрелац репрезентације.